# Clemente Guillén de Castro
Clemente Guillén de Castro (Zacatecas, México, c. 1677 - Loreto, Baja California Sur, 8 de abril de 1748) fue un misionero jesuita, superior y explorador novohispano.

## Biografía

### Primeros Años
Nacido en el Reino de la Nueva Galicia, a los 19 años, el 20 de marzo de 1696 ingresa en el noviciado de Tepotzotlán siendo ordenado sacerdote en diciembre de 1706, en Oaxaca, por el Fray Ángel Maldonado y cursando el segundo año de Teología. En 1707 concluye su tercera probación en Puebla de los Ángeles estuvo enseñando gramática y filosofía en el colegio de Oaxaca hasta 1713.

### Misionero
A finales de 1713 se le destina a la Misión Nuestra Señora de Loreto Conchó zarpando desde Matanchén, junto a los jesuitas Santiago Doye y Benito Guisi, en un navío recién estrenado. Cuando estaban llegando a Loreto, sufre un naufragio del que se libra milagrosamente aunque la tormenta los había devuelto a la costa de Sinaloa. Fallecen 6 personas, Benito Guisi entre ellas, y los 22 supervivientes llegaron a la desértica costa sinaloense. Tras dirigirse hasta el Yaqui embarca Guillén de nuevo y logra llegar a Loreto en enero de 1714. Empezará a aprender la lengua guaicura hasta que se le envía a su primera misión. En un primer momento se establece en la Misión San Juan Bautista Malibat para sustituir al P. Francisco Peralta y en donde permanece durante tres años haciendo el 25 de marzo de 1715 profesión solemne. En 1718 está en la misión de Luiguí y en 1719 en la Misión de California, residente en San Juan Bautista.
El 8 de abril de 1748 muere en la Misión Nuestra Señora de Loreto Conchó.

### Explorador
En 1719, siguiendo la órdenes cursadas por el virrey Baltasar de Zúñiga y Guzmán a los misioneros jesuitas de California, recae sobre Clemente Guillén la tarea de localizar un puerto natural que permita al Galeón de Manila recalar. Guillén, acompañado por Esteban Rodríguez Lorenzo, capitán del Presidio de Loreto, localiza la Bahía de Magdalena, un lugar aún considerado actualmente como uno de los mejores puertos naturales del mundo.
En 1720 se le envía en otra misión llena de penalidades durante 26 días que tuvo como resultado localizar el 6 de diciembre la Bahía de la Paz. Al mismo sitio, por mar desde Loreto y en sólo 2 días, llegaron también  los misioneros Juan de Ugarte y Jaime Bravo a bordo del barco "El Triunfo de la Cruz". Aquí establecieron la Misión Nuestra Señora del Pilar de La Paz Airapí.

## Obras
- Expedición a la bahía de la Paz, 1729.
- Informe al Virrey, 1725 y
- Relación de las misiones, 1737.

## Homenajes y reconocimientos
- La ciudad de La Paz (B.C.S.) le dedicó una de sus calles.